# Takasago, Hyōgo
Takasago (高砂市 Takasago-shi) là một thành phố thuộc tỉnh Hyōgo, Nhật Bản.